# Cronologia das operações militares dos Estados Unidos
As operações militares dos Estados Unidos da América em outros países são numerosas desde 1775, com diferentes causas, mas tendo como principal o interesse político-econômico. Esta cronologia inclui as intervenções militares diretas (guerras, o envio de tropas, etc) e indiretas (sustentação logística de governos ou movimentos, a atividade do serviço de inteligência, etc).
Apenas 11 das intervenções contaram com declarações de guerra aprovadas pelo Poder Legislativo.

## Cronologia
A principal fonte de informações para esta cronologia é um relatório do Serviço de Pesquisas do Congresso dos Estados Unidos.

## 1798-1809
- 1798-1800 - Guerra Naval não declarada contra a França. Inclui ações de terra, como na cidade de Puerto Plata na República Dominicana, onde fuzileiros navais capturaram um corsário francês, em ação autorizada pelo Congresso.

- 1801-1805 - Líbia, Trípoli. A Primeira Guerra Berbere ou Guerra de Trípoli, na qual também ocorreram batalhas em Derna, entre 27 de abril e 13 de maio de 1805, na qual cerca de uma dezena de americanos empregou 500 mercenários gregos, árabes e berberes).

- 1806-1807 - Colorado, então território do Império Espanhol. O Capitão Zebulon Montgomery Pike Jr. comandou a Expedição Pike formada por um pelotão de soldados, que invadiu o território espanhol, por ordem do general James Wilkinson, tendo sido capturado em 26 de fevereiro de 1807, nas cabeceiras do Rio Grande, por autoridades espanholas, em uma região que agora faz parte do Colorado, tiveram os documentos confiscados e foram libertados em 1 de Julho de 1807.

- 1806-1810 - Golfo do México. Canhoneiras americanas partiram de Nova Orleans contra corsários espanhóis e franceses ao largo do delta do Rio Mississipi.

## 1810-1819
- 1812 - Ilha Amélia, Fernandina e outras partes extremo-nordeste da Flórida Oriental, então territórios do Império Espanhol, uma posse temporária foi autorizada pelo presidente James Madison e pelo Congresso.

- 1812-1815 - Em 18 de junho de 1812, os Estados Unidos declararam guerra ao Reino Unido da Grã-Bretanha e da Irlanda, em decorrência de bloqueio naval contra os Estados Unidos durante hostilidades da Grã-Bretanha contra a França.

- Em abril de 1813, o General James Wilkinson, com 600 soldados, autorizado pelo Congresso, tomou a Baía de Mobile e o território em disputa com a Flórida Ocidental até o Rio Perdido, a pequena guarnição espanhola não ofereceu resistência,[3] e, a partir de então o território tomado passou a fazer parte do Estado do Alabama.

- 1813-1814 - Ilhas Marquesas. foi construída uma fortaleza na Ilha de Nuku Hiva para proteger três navios capturados dos britânicos.

- Novembro de 1814 - Pensacola, oeste da  Flórida Ocidental, então território do Império Espanhol - Batalha de Pensacola - O general Andrew Jackson tomou Pensacola e expulsou os britânicos, com quem os Estados Unidos estavam em guerra.

- 1814-1825 - Caribe. Três mil ataques de piratas contra navios mercantes foram relatados entre 1815 e 1823 em terra e no mar de Cuba, Porto Rico, Santo Domingo, e Yucatán, em 1822 o Comodoro James Biddle emprega uma esquadra para combater os piratas.

- 1815 - Argélia (Argel) A segunda Guerra Berbere.

- 1815 - Líbia (Tripoli) - Tunísia (Túnis)). Depois da vitória na Argélia (Argel), o Comodoro Decatur exigiu indenizações em Túnis e Tripoli.

- 1816 - Florida, então território do Império Espanhol - Destruição do Forte Nicholls (também conhecido como Forte Negro), atual Forte Gadsden, onde se abrigavam escravos negros fugitivos.[4]

- 1816-1818 - Norte da Florida Ocidental, então território do Império Espanhol - primeira das Guerras Seminoles. As terras ocupadas pelos índios Seminole, que eram um refúgio para escravos fugitivos, foram atacados por tropas sob comando dos generais Jackson e Gaines, cidadãos britânicos foram executados. Em 1819, a Flórida foi cedida para os Estados Unidos pelos termos do Tratado de Adams-Onis.

- 1817 - Ilha Amélia e Fernandina no extremo nordeste da Flórida Oriental, então território do Império Espanhol. Sob as ordens do presidente James Monroe, tropas comandadas por Gaines expulsaram um grupo de contrabandistas, aventureiros e piratas.

- 1818 - Oregon. Em agosto é realizado um desembarque no Rio Columbia a partir de um navio (U.S.S. Ontario) enviado a partir de Washington, por meio do qual tomou-se posse do território de Oregon. O Império Britânico havia concedido a soberania, mas os Impérios Russo e Espanhol também reivindicavam a área.

## 1820-1829
- 1820-1823 - África. Unidades navais reprimem o tráfico de escravos nos termos de uma Lei de 1819, que declarou infame o tráfico de escravos.[5]

- 1822 - Cuba - Forças de repressão à pirataria naval desembarcaram na costa noroeste de Cuba e queimaram um ponto de apoio aos piratas.

- 1823 - Cuba - Breves desembarques em busca de piratas: em 8 de abril perto de Escondido,  em 16 de abril perto de Cayo Blanco, em 11 de julho na Baía Siquapa, em 21 de julho em Cabo Cruz e em 23 de outubro em Camrioca.

- 1824 - Cuba - Em outubro, desembarque perto de Matanzas, em busca de piratas, operação autorizada em 1822.

- 1824 - Porto Rico - Na época território do Império Espanhol - Em novembro o Comodoro David Porter, com um pequeno destacamento de desembarque, com 200 homens, atacou a cidade de Fajardo, pois o lugar teria abrigado piratas e insultado os oficiais da Marinha. Ele forçou um pedido de desculpas, tendo sido posteriormente submetido a corte marcial por exceder as suas competências.[6]

- 1825 - Cuba - Em março operação conjunta de forças americanas e britânicas desembarcou em Sagua La Grande para capturar piratas.

- 1827 - Grécia - Em outubro e novembro desembarque de pequenos destacamentos para caçar piratas nas ilhas de Argenteire, Míconos e Andros.

## 1830-1839
- 1831-1832 - Ilhas Malvinas (Falkland Islands) - O Capitão Silas Duncan atacou Puerto Soledad e fez prisioneiros após a apreensão de três baleeiros norte-americanos, os prisioneiros foram posteriormente entregues ao governo da Argentina.

- 1832 - Sumatra - Indonésia - Entre 6 e 9 de fevereiro, forças comandadas por John Downes, atacaram a região de Quallah Battoo para punir os nativos pelo saque de um navio mercante americano (Primeira Expedição Punitiva à Sumatra).[7]

- 1833 - Argentina - entre 31 outubro e 15 novembro. Fuzileiros navais desembarcaram em Buenos Aires para proteger os interesses dos EUA e outros países, durante uma insurreição.

- 1835-1836 - Peru - entre 10 de dezembro de 1835 e 24 de janeiro de 1836, e entre 31 de agosto e 7 de dezembro de 1836. Fuzileiros navais protegeram os interesses americanos em El Callao e Lima, durante uma tentativa de revolução.

- 1836 - México - O General Gaines ocupa Nacogdoches (Texas), entre julho e dezembro, durante a Guerra de Independência do Texas.

- 1838-1839 - Sumatra - Entre 24 de dezembro de 1838 e 4 de janeiro de 1839, ocorreu uma expedição punitiva contra nativos das cidades de Quallah Battoo e Muckie (Mukki), por depredações de um navio mercante Segunda Expedição Punitiva à Sumatra.

## 1840 - 1849
- 1840 - Ilhas Fiji - Em Julho marines desembarcaram para punir nativos que atacaram americanos que faziam levantamento topográfico.

- 1841 - Kiribati - Ilha McKean (Ilha Drummond/Taputenea) e  Ilhas Gilberto (Grupo Kingsmill), Oceano Pacífico. Desembarque de marines para punir nativos pelo assassinato de um marinheiro.

- 1841 - Samoa - Em 24 de fevereiro marines desembarcaram e queimaram vilas após o assassinato de um marinheiro americano na Ilha Upolu.

- 1842 - México - Em 19 de outubro, o Comodoro Thomas ap Catesby Jones ocupa Monterey, na Califórnia, acreditando que a guerra com o México havia se iniciado, retirou-se quando percebeu o equivoco.[8] Um incidente semelhante ocorreu uma semana depois, em San Diego.

- 1843 - China - Desembarque de marines após um confronto entre americanos e chineses.

- 1843 - Costa do Marfim - Entre 29 novembro e 16 dezembro. Operações para desencorajar a pirataria e o tráfico de escravos, com punição aos nativos em decorrência de ataques contra a navios mercantes.

- 1844 - México - Presidente John Tyler destaca forças para proteger o Texas contra o México, enquanto o Senado discutia um tratado de anexação, rejeitada em 8 de junho de 1844. Posteriormente ele defendeu sua ação frente a uma investigação pelo Senado.

- 1846-1848 - Guerra Mexicano-Americana. Em 13 de maio de 1846, os EUA reconheceram a existência de um estado de guerra com o México, após a Anexação do Texas, aprovada pelo Congresso em 28 fevereiro de 1845, os dois países não conseguiram resolver uma disputa de fronteira e presidente James K. Polk disse que era necessário enviar tropas para evitar que os mexicanos invadissem o Texas.

- 1849 - Império Otomano - Esmirna -  Desembarque de marines em julho para libertar de um americano capturado por oficiais do Império Austríaco.

## 1850-1859
- 1851 - Império Otomano - Jafa, que atualmente pertence a Israel, sendo o porto de Telavive - em janeiro foi ordenada uma operação depois de um massacre de estrangeiros (inclusive norte-americanos).

- 1851 - Egito (Ilha de São João). Em agosto exigiu-se reparação pela prisão ilegal de um capitão de um baleeiro americano.

- 1852-1853 - Argentina - Buenos Aires - Desembarque de marines para proteger interesses americanos, entre 03 e 12 fevereiro de 1852, no contexto em que ocorreu a Batalha de Monte Caseros; e entre 17 setembro de 1852 e abril de 1853, durante a Revolução de 11 de setembro de 1852.

- 1853 - Nicarágua - Entre 11 e 13 de março, desembarque de marines para proteger vidas e interesses americanos durante distúrbios políticos.

- 1853-1854 - Japão - Expedição naval comandada por Matthew Calbraith Perry para compelir a abertura do Japão para o Ocidente.[9][10][11]

- 1853-1854 - Japão - Ilhas Ryūkyū e Bonin - Matthew Calbraith Perry enquanto espera por uma resposta do Japão, fez uma demonstrações de força, utilizando marines, nas quais obteve fornecimento de carvão do governador de Naha (Okinawa0, ele também realizou operações nas Ilhas Bonin com o objetivo de garantir facilidades para o comércio.

- 1854 - China - Entre 4 abril e 17 de junho, operação conjunta com o Império Britânico para proteger interesses americanos perto de Xangai durante a Rebelião Taiping.

- 1854 - Nicarágua - Entre 9 e 15 de julho. Forças navais bombardearam e queimaram San Juan del Norte (Greytown) após uma lesão contra o embaixador americano na Nicarágua.

- 1855 - China - Entre 19 e 21 maio. Proteção aos interesses americanos em Xangai, e, entre 03 e 5 de agosto operação contra piratas perto de Hong Kong.

- 1855 - Ilhas Fiji - Entre 12 setembro e 4 novembro - Desembarque de marines para buscar reparação por atos contra marinheiros e residentes americanos.

- 1855 - Uruguai - Entre 25 e 29 de novembro - Forças navais dos EUA e de outros países da Europa desembarcam em Montevidéu para proteger interesses durante uma tentativa de revolução, durante o governo provisório de Manuel Basílio Bustamante que tomou o poder após a derrubada de Venâncio Flores pela Rebelião dos Conservadores.

- 1856 - Panamá, então parte da República de Nova Granada, atual Colômbia - Entre 19 e 22 de setembro - Proteção de interesses americanos durante uma revolta, na época aquela região era rota para a Califórnia, por meio da Ferrovia Inter-oceânica do Panamá.

- 1856 - China - Entre 22 outubro e 6 dezembro - Proteção de interesses americanos em Cantão no início da Segunda Guerra do Ópio, e para vingar um assalto a um barco desarmado que exibia a bandeira dos Estados Unidos.

- 1857 - Nicarágua - Entre abril e maio e entre novembro e dezembro - Em maio William Walker, que tentara obter o controle daquele país, entregou-se ao Comandante Charles Henry Davis da Marinha dos Estados Unidos em troca da proteção aos seus homens da retaliação de nativos financiados por Cornelius Vanderbilt. E entre novembro e dezembro do mesmo ano, ocorreu um operação, comandada por Hiram Paulding, contra outra tentativa de William Walker para controlar a Nicarágua, que foi tacitamente repudiada pelo Secretário de Estado Lewis Cass, e antecipou a aposentadoria de Paulding.

- 1858 - Uruguai - Entre 2 e 27 de janeiro. Desembarque de marines para proteger propriedades norte-americanas durante uma revolução em Montevideo.

- 1858 – Ilhas Fiji - Entre 6 e 16 outubro. Uma expedição de marines para punir os nativos pelo assassinato de dois cidadãos norte-americanos em Waya.

- 1858-59 – Império Otomano - O Secretário de Estado pediu uma demonstração de força naval ao longo do Levante depois de um massacre de americanos em Jafa, que atualmente pertence à Israel, sendo o porto de Telavive, e maus-tratos em outro lugar "para lembrar as autoridades (do Império Otomano), do poder dos EUA."

- 1859 – Paraguai - O Congresso autorizou a utilização de um esquadrão naval para obter reparação por um ataque a um navio da Marinha no Rio Paraná durante 1855. Desculpas foram feitas após uma grande exibição de força.

- 1859 – México - Duzentos soldados Estados Unidos cruzaram o Rio Grande em busca do mexicano nacionalista Juan Cortina.

- 1859 – China - Entre 31 de julho e 2 de agosto - Desembarque de marines para proteger interesses americanos em Xangai.

## 1860-1869
- 1860 - Angola, então parte do Império Português - 1 de março. Norte-americanos residentes em Kissembo chamaram  navios americanos e britânicos para proteger vidas e propriedades durante conflitos com nativos.

- 1860 – Colômbia/Confederação Granadina, Baía do Panamá - Entre 27 setembro e 08 outubro - Desembarque de marines para defender interesses americanos durante revolução.

- 1863 – Japão - 16 de julho - Batalha Naval do Estreito de Shimonoseki - Retaliação em decorrência de tiros disparados contra navio americano em Shimonoseki.

- 1864 – Japão - Entre 14 julho e 03 agosto - Proteção ao embaixador dos EUA no Japão durante visita à Yedo, em uma ocasião em que eram negociadas algumas reivindicações americanas, também tratava-se de uma demonstração de forças para favorecer os EUA naquelas negociações.

- 1864 – Japão - Entre 04 e 14 setembro - Forças navais dos EUA, Império Britânico, Império Francês e Países Baixos, compeliram o Japão e o Príncipe de Nagato, em especial, a permitir que o Estreito de Shimonoseki pudesse ser utilizado por navios estrangeiros, em conformidade com os tratados já assinados.

- 1865 – Panamá/Estados Unidos da Colômbia - Entre 09 e 10 de março - Proteção às vidas e às propriedades dos residentes norte-americanos durante uma revolução.

- 1866 – China - Entre 20 junho e 7 julho - Expedição punitiva em decorrência de um assalto ao cônsul americano em Newchwang.

- 1866 – México - Em novembro - O General Sedgwick com uma tropa de 100 homens obteve rendição de Matamoros, cidade fronteiriça, no Estado mexicano de Tamaulipas, em uma operação iniciada para proteger os residentes norte-americanos. Três dias após a rendição foi ordenado o retorno das tropas aos EUA, essa operação, posteriormente, foi repudiada pelo Presidente Andrew Johnson.

- 1867 – Nicarágua - marines ocuparam Manágua e León.

- 1867 – Formosa (Ilha de Taiwan) - 13 de junho - Desembarque de marines que queimaram cabanas para punir o assassinato da tripulação de um navio americano que havia naufragado.

- 1868 – Japão (Osaka, Hiolo, Nagasaki, Yokohama, e Negata) - Entre 4 e 8 de fevereiro; 4 de abril a 12 de maio;  12 a 13 de junho. Desembarque de marines para proteger interesses americanos durante uma guerra civil no Japão.

- 1868 – Uruguai - 7 e 8; 19 a 26 de fevereiro. Proteção a residentes estrangeiros e da alfândega, durante uma insurreição em Montevidéu.

- 1868 – Colômbia - Abril - Proteção a passageiros e valores em trânsito em Aspinwall durante a ausência da polícia local por ocasião da morte do presidente da Colômbia.

## 1870-1879
- 1870 – México - 17 e 18 de junho - Destruição de um navio pirata, que tinha sido encalhado a cerca de 64 km acima da foz do Rio Tecapan.

- 1870 - Reino do Havaí - 21 de setembro - Militares colocam a bandeira americana no mastro meia após a morte da Rainha Kalama, quando o cônsul americano em Honolulu não assumir a responsabilidade de fazê-lo. [RL30172]

- 1871 – Coreia, Região do Rio Salee - Shinmiyangyo - Entre 10 e 12 junho - Captura de cinco fortes para punir os nativos por depredações contra americanos, em especial por matar a tripulação de uma Escuna, que foi queimada em seguida, além de disparos contra outros pequenos barcos norte-americanos.

- 1873 – Colômbia/Estados Unidos da Colômbia (Baía do Panamá) - Proteção dos interesses norte-americanos por ocasião de hostilidades entre grupos locais pelo controle do governo do Estado do Panamá.

- 1873-96 – México - Tropas cruzaram a fronteira mexicana várias vezes em busca de ladrões de gado e outros bandidos.

- 1874 – Reino do Havaí - Entre 12 e 20 fevereiro - Desembarque de marines para proteger interesses dos residentes norte-americanos durante distúrbios por ocasião da coroação do Rei David Kalākaua, que era questionada por apoiadores da Rainha Emma

- 1876 - México - 18 de maio - Envio de tropas para servir como polícia na cidade de Matamoros, no Estado de Tamaulipas, temporariamente, enquanto aquela cidade estava sem governo.

## 1880-1889
- 1882 – Egito - Entre 14 e 18 de julho - Proteção de interesses norte-americanos durante uma guerra entre britânicos e egípcios e saques da cidade de Alexandria pelos árabes.

- 1885 – Estados Unidos da Colômbia/Estado do Panamá (Colón) - Entre março e maio - Proteção a valores em trânsito na Ferrovia Interoceânica do Panamá, durante a atividades revolucionárias.

- 1888 - Coreia - Junho - Desembarque de marines para proteger norte-americanos residentes em Seul durante uma instável situação política, quando uma revolta da população era esperada.

- 1888 – Haiti - 20 de dezembro - Exibição de força para persuadir o governo haitiano a desistir da apreensão de um navio norte-americano que havia sido apreendido sob a acusação de violação de bloqueio.

- 1888-89 – Samoa - Entre 14 novembro de 1888 e 20 de março de 1889. Desembarque de marines para proteger cidadãos norte-americanos e o consulado durante uma guerra civil nativa.

- 1889 - Reino do Havaí - 30 e 31 de julho - Desembarque de marines em Honolulu para proteger interesses norte-americanos durante uma revolução liderada por Robert William Wilcox.

## 1890-1899
- 1890 - Argentina - Desembarque de marines para proteger o consulado e embaixada dos EUA em Buenos Aires.

- 1891 – Haiti - Desembarque de marines para proteger vidas e propriedades norte-americanas na Ilha Navassa.

- 1891 – Estreito de Bering - Entre 2 julho e 5 de outubro. Opertação Naval contra a caça clandestina de focas.

- 1891 – Chile - Desembarque de marines para proteger o consulado norte-americano, onde mulheres e crianças tinham se refugiado durante uma revolução em Valparaíso.

- 1893 - Reino do Havaí/Governo Provisório do Havaí - Entre de 16 janeiro e 1 de abril - Desembarque de marines para proteger vidas e propriedade norte-americanas, embora exista a versão de que a operação destinava-se a proteger o governo provisório, após o fim da monarquia, de Sanford B. Dole. Esta ação foi desaprovada pelo Presidente Cleveland, e ocorreu um pedido desculpas em 1993.

- 1894 - Brasil - Mobilização de forças navais para proteger o comércio americano e a navegação no Rio de Janeiro, durante a Revolta da Armada.

- 1894 – Nicarágua - Entre 06 julho e 07 agosto - Proteger a interesses americanos em Bluefields após uma revolução.

- 1894-95 – China Desembarque de marines em Tientsin e deslocamento até Pequim para proteção de interesses norte-americanos durante a Primeira Guerra Sino-Japonesa.

- 1894-95 – China - Um navio da marinha foi encalhado e usado como um forte em Newchwang para a proteção de cidadãos norte-americanos.

- 1894-96 – Coreia - Entre 24 de julho de 1894 e 3 de abril de 1896 - Desembarque de marines para proteger a embaixada, vidas e interesses norte-americanos em Seul durante e após a Primeira Guerra Sino-Japonesa.

- 1895 – Colômbia (Estado do Panamá) - Proteção dos interesses norte-americanos durante um ataque de bandoleiros na cidade de Bocas del Toro.

- 1896 – Nicarágua - Proteção dos interesses norte-americanos em Corinto, durante uma agitação política.

- 1898 – Nicarágua - Proteção de vidas e propriedades norte-americanas em San Juan del Sur.

- 1898 – Guerra Hispano-Americana - Em 25 de abril de 1898, os EUA declararam guerra contra o Império Espanhol que resultou no Tratado de Paris de 1898.

- 1898-1899 - China - Entre 5 de novembro de 1898 e 15 de março de 1899 - Proteção à embaixada em Pequim e ao consulado em Tientsin durante a disputa entre a imperatriz viúva e seu filho.

- 1899 - Nicarágua - Entre 22 de fevereiro e 5 de março - Desembarque de marines e fuzileiros navais do Império Britânico para proteger interesses em San Juan del Norte, e, algumas semanas mais tarde, novo desmbarque conjunto em Bluefields em conexão com a insurreição do General Juan P. Reyes.

- 1899-1901 - Filipinas - Guerra Filipino-Americana - Proteção aos interesses norte-americanos na sequência da guerra contra o Império Espanhol, derrotando nativos filipinos que buscavam a independência nacional.

## 1900-1909
- 1900 - China - Entre 24 de maio e 28 de setembro - Guerra dos boxers - Soldados americanos participaram nas operações para proteger a vida de estrangeiros, especialmente em Pequim, sendo que a presença militar em Pequim se prolongou por muitos anos após esse conflito. [RL30172]

- 1901 - Colômbia (Estado do Panamá) - Entre 20 de novembro e 4 de dezembro - Proteção às propriedades norte-americanas no istmo (Ferrovia do Panamá), evitar o fechamento do trânsito durante graves distúrbios revolucionários.[RL30172]

- 1902 - Colômbia (Estado do Panamá) - Entre 16 e 23 de abril - Proteção a vidas propriedades norte-americanas em Bocas del Toro, durante uma guerra civil.[RL30172]

- 1902 - Colômbia (Estado do Panamá) - Entre 17 de setembro e 18 de novembro - os Estados Unidos colocam guardas armados em todos os trens que cruzam o Istmo para manter a linha ferroviária aberta e navios estacionados em ambos os lados do Panamá para impedir o desembarque de tropas colombianas. [RL30172]

- 1903 - Honduras - Entre 23 e 30 ou 31 de março - Proteção do consulado americano e o cais para navios a vapor em Puerto Cortes, durante um período de atividade revolucionária.[RL30172]

- 1903 - República Dominicana - Entre 30 de março e 21 de abril - Desembarque de marines para proteger os interesses norte-americanos na cidade de Santo Domingo, durante um surto revolucionário.[RL30172]

- 1903 - Síria - Entre 7 e 12 de setembro - Proteção ao consulado norte-americano em Beirute, quando uma revolta muçulmana era temida.[RL30172]

- 1903-1904 - Etiópia - Vinte e cinco marines foram enviados para proteger o Cônsul-Geral norte-americano, enquanto negociava um tratado.[RL30172]

- 1903-1914 - Panamá - Proteção dos interesses e vidas norte-americanas durante e após a revolução para Independência do Panamá e durante a construção do Canal do Panamá. Com breves intervalos, os marines dos Estados Unidos estiveram estacionados no Istmo de 4 de novembro de 1903 a 21 de janeiro de 1914 para proteger os interesses americanos. [RL30172]

- 1904 - República Dominicana - Entre 2 de janeiro e 11 de fevereiro - Operação conjunta com a marinha do Império Britânico para estabelecer uma zona em que combates não seriam permitidos para proteção dos interesses norte-americanos em Puerto Plata (Sosúa) e Santo Domingo durante uma luta revolucionária.[RL30172]

- 1904 - Marrocos (Tanger) - Operação para libertação de um norte-americano sequestrado, desembarque de marines para proteger o cônsul-geral.[RL30172]

- 1904 - Panamá - Entre 17 e 24 de novembro - Proteção a vidas e propriedades norte-americanas em Ancon durante uma insurreição ameaçada.[RL30172]

- 1904-05 - Coreia - Entre 5 de janeiro de 1904 e 11 novembro de 1905. Envio de marines para proteger a representação norte-americana em Seul durante a Guerra Russo-Japonesa.[RL30172]

- 1906-1909 - Cuba - Entre setembro de 1906 e 23 de janeiro de 1909 - Restaurar a ordem, proteger estrangeiros e estabelecer um governo estável após grave atividade revolucionária.[RL30172]

- 1907 - Honduras - Entre 18 de março e 8 de junho - Para proteger interesses norte-americanos durante a guerra entre Honduras e Nicarágua, envio de tropas para Trujillo, Ceiba, Puerto Cortes, San Pedro Sula, Laguna e Choloma.[RL30172]

## 1910-1919
- 1910 - Nicarágua - Entre 19 de maio e 4 de setembro de 1910 - Proteção aos interesses norte-americanos em Bluefields.

- 1911 - Honduras - 26 de janeiro - Desembarcaram de marines para proteger vidas e interesses norte-americanos durante uma guerra civil em Honduras.

- 1911 - China - Quando a Revolução Nacionalista liderada por Tongmenghui se aproximava, em outubro um alferes liderou 10 homens que tentaram entrar em Wuchang para resgatar alguns missionários, mas desistiu. Um pequeno contingente de marines guardava a propriedades o consulado norte-americano em Hankow. Envio de marines em novembro para guardar as estações de cabo em Xangai, e também para a proteção em Nanking, Chinkiang, Taku e em outros lugares.

- 1912 - Honduras - Pequeno desembarque de marines em Puerto Cortes para evitar a apreensão pelo governo de uma ferrovia de propriedade de norte-americanos. As forças foram retiradas depois que os EUA desaprovaram a ação.

- 1912 - Panamá - Tropas enviadas a pedido de ambos os partidos políticos para supervisionar eleições que eram disputadas fora da Zona do Canal do Panamá.

- 1912 - Cuba - Entre 5 junho e 5 agosto - Proteção dos interesses norte-americanos na Província de Oriente e em Havana.

- 1912 - China - Entre 24 e 26 de agosto na Ilha de Kentucky e entre 26 e 30 agosto em Campo Nicholson - Proteção dos interesses norte-americanos durante a Revolução Xinhai.

- 1912 - Império Otomano - Entre 18 novembro e 3 de dezembro - Proteção à representação norte-americana em Constantinopla durante a Primeira Guerra Balcânica.

- 1912-1925 - Nicarágua - Ocupação da Nicarágua pelos Estados Unidos - Entre agosto e novembro de 1912 - Proteção aos interesses norte-americanos durante uma tentativa de revolução. Uma pequena força, servindo como um guarda à representação e procurando promover a paz e a estabilidade, permaneceu até 5 de agosto de 1925.

- 1912-1941 - China - Proteção aos interesses norte-americanos durante a fase tumultuada que teve início com a derrubada da Dinastia Qing ou Manchu pelo Kuomintang durante a Revolução de 1911-1912, que tiveram continuidade em decorrência da Invasão da China pelo Japão, principalmente em Pequim e ao longo do caminho para o mar. Em 1927, os EUA tinham 5.670 homens em terra na China e 44 navios militares em suas águas, em 1933 eram 3.027 homens armados em terra, a ação protetora era geralmente baseada em tratados feitos com a China entre 1858 e 1901.

- 1913 - México - Entre 05 e 7 de setembro - Poucos marines desembarcaram em Ciaris Estero para ajudar na evacuação de cidadãos norte-americanos e outros do Vale Yaqui, dura a Revolução Mexicana.

- 1914 - Haiti - Entre 29 de janeiro e 9 de Fevereiro; 20-21 de fevereiro; 19 de outubro - Protegido a cidadãos norte-americanos em um momento de tumulto e da revolução.

- 1914 - República Dominicana - Entre junho e julho - Durante um movimento revolucionário, forças navais dispararam interromper o bombardeio à Puerto Plata, e pela ameaça do emprego da força para manter Santo Domingo como uma zona neutra.

- 1914-1917 - México - Incidente de Tampico - Ocupação de Veracruz - Expedição Pancho Villa - Hostilidades não declaradas entre mexicano e norte-americanos - Em 19 de marco de 1915 por ordem do presidente Woodrow Wilson, e com o consentimento tácito de Venustiano Carranza, o General John J. Pershing liderou uma força de 10.000 homens que invadiu o México para capturar Francisco "Pancho" Villa, uma operação militar que incluiu a captura de Veracruz.

- 1915-1934 - Haiti - Entre 28 de julho de 1915 e 15 de agosto de 1934 - Manutenção da ordem durante um período de instabilidade política crônica.

- 1916 - China - Desembarque de marines para sufocar uma rebelião em curso que ameaçava uma propriedade norte-americana em Nanquim.

- 1916-24 - República Dominicana - Entre maio 1916 e setembro de 1924 - Manutenção da ordem durante um período de insurreição crônica.

- 1917 - China - Desembarque de marines em Chungking para proteger vidas norte-americanas durante uma crise política.

- 1917-1918 - Primeira Guerra Mundial- Em 6 de abril de 1917, os EUA declararam guerra contra o Império Alemão e em 7 de dezembro de 1917, contra o Império Austro-Húngaro, atitude provocada pela utilização de submarinos alemães contra os navios neutros e pelo Telegrama Zimmermann.

- 1917-1922 - Cuba - Proteção aos interesses norte-americanos durante uma insurreição e posterior situação instável. A maioria das tropas retitou-se em agosto de 1919, mas duas companhias mantiveram-se em Camaguey até fevereiro de 1922.

- 1918-1919 - México - Após a retirada da Expedição Pershing, tropas norte-americanas invadiram o México pelo menos três vezes em 1918 e seis vezes em 1919, em busca dos bandidos . Em agosto de 1918 soldados norte-americanos e mexicanos lutaram em Nogales (Batalha de Nogales).

- 1918-1920 - Panamá - Emprego de forças, conforme era previsto em tratado, para policiamento de Chiriqui, durante distúrbios relacionados com uma eleição.

- 1918-1920 - União Soviética -  Força Expedicionária Norte-americana na Sibéria - Força Expedicionária Norte-americana do Norte da Rússia - Desembarques de marines próximo a Vladivostok nos meses de junho e julho para proteger o consulado norte-americano e outras posições durante os combates entre as tropas bolcheviques e do Exército Checo, que tinha partido da frente ocidental e atravessado toda a Sibéria. Em agosto 7.000 homens foram desembarcados em Vladivostok e permaneceram até janeiro de 1920, como parte de uma força de ocupação conjunta. Entre setembro de 1918 e junho de 1919, 5.000 soldados norte-americanos aderiram à força de intervenção aliada em Arkhangelsk.

- 1919 - Dalmácia (Reino da Iugoslávia/Croácia) - Desembarque de marines em Trau a pedido das autoridades italianas para atuar como polícia e impor a ordem entre os italianos e sérvios.

- 1919 - Império Otomano - Desembarque de marines para guardar o Consulado norte-americano durante a Ocupação Grega de Constantinopla.

- 1919 - Honduras - Entre 08 e 12 de setembro - Desembarque de marines para manter a ordem em uma zona neutra durante uma tentativa de revolução.

## 1920-1929
- 1920 - China - 14 de março - Desembarque de marines por algumas horas para proteger vidas norte-americanas durante uma agitação na Chiuchiang.[RL30172]

- 1920 - Guatemala - Entre 9 e 27 de abril - forças para proteção da representação e outros interesses norte-americanos, durante um período de conflito entre sindicalistas e o Governo da Guatemala.[RL30172]

- 1920-1922 - União Soviética (Sibéria) - Entre 16 de fevereiro de 1920 e 19 de novembro de 1922. Proteção a uma estação de rádio e propriedades norte-americanas em uma ilha na Baía de Vladivostok.[RL30172]

- 1921 - Panamá e Costa Rica - Abril - Demonstração de forças utilizando esquadrões navais de ambos os lados do istmo para impedir uma guerra entre os dois países devido a uma disputa de fronteiras.[RL30172]

- 1922 - Império Otomano - Entre setembro e outubro - Desembarque de marines com o consentimento de autoridades gregas e turcas, para proteger vidas e propriedades norte-americanas, quando os nacionalistas turcos entraram em (Esmirna).[RL30172]

- 1922-1923 - China - Entre abril de 1922 e novembro de 1923 - marines foram desembarcados cinco vezes para proteger a população em períodos de instabilidade.[RL30172]

- 1924 - Honduras - Entre 28 de fevereiro e 31 de março, e, entre 10 e 15 de setembro - Proteção de vidas norte-americanas durante hostilidades em disputas eleitorais.[RL30172]

- 1924 - China - em setembro, desembarque de marines para proteger norte-americanos e outros estrangeiros em Xangai durante hostilidades entre facções chinesas.[RL30172]

- 1925 - China - Entre 15 de janeiro e 29 de agosto, desembarque de marines para proteger vidas e propriedade na Área Internacional em Xangai durante tumultos e manifestações.[RL30172]

- 1925 - Honduras - Entre 19 e 21 de abril - Proteção aos estrangeiros em La Ceiba, durante uma revolta política.[RL30172]

- 1925 - Panamá - Entre 12 e 23 de outubro - Desembarque de cerca de 600 soldados norte-americanos para manter a ordem e proteger os interesses norte-americanos contra greves e protestos.[RL30172]

- 1926-1933 - Nicarágua - Entre 7 de maio e 5 de junho de 1926, e, entre 27 de agosto de 1926 e 3 de janeiro de 1933 - O golpe de Estado do General Emiliano Chamorro despertou atividades revolucionárias levando ao desembarque de marines para proteger os interesses  dos Estados Unidos. Operações intermitentes ocorrem até 3 de janeiro de 1933.[RL30172]

- 1926 - China - Entre agosto e setembro - Desembarque de marines para proteger cidadãos norte-americanos no contexto de um  ataque nacionalista em Hankow. Uma pequena guarnição foi mantida no consulado geral, mesmo depois de 16 de setembro, quando o restante das tropas foi retirada. Do mesmo modo, entre 4 e 6 de novembro, houve um novo desembarque de marines para a proteção de estrangeiros, quando as forças nacionalistas capturaram Chiuchiang.[RL30172]

- 1927 - China - Em fevereiro - A luta em Xangai exigiu um acréscimos de forças navais e de marines. Em março, uma guarnição naval foi posta no consulado americano em Nanking, depois que forças nacionalistas capturaram a cidade. Destróiers americanos e britânicos dispararam para proteger norte-americanos e outros estrangeiros. Posteriormente, efetivos adicionais de marines e mais navios de guerra foram estacionados nas proximidades de Xangai e Tientsin.[RL30172]

## 1930-1939
- 1932 - China - Desembarque de marines para proteger interesses norte-americanos durante a ocupação japonesa de Xangai.[RL30172]

- 1933 - Cuba - Demonstração de forças, mas sem desembarque de marines, durante um levante contra as forças do presidente Gerardo Machado.[RL30172]

- 1934 - China - Desembarque de marines em Fuzhou para proteger o consulado norte-americano.[RL30172]

## 1940-1949
- 1940 - Terra Nova, Bermudas, Santa Lúcia, Bahamas, Jamaica, Antigua, Trinidad e Guiana Britânica - Envio de tropas para proteger bases aéreas e navais obtidas por meio de negociações com o Império Britânico em troca de destróiers.[12][RL30172]

- 1941 - Groelândia - Em abril, a Groelândia foi colocada sob a proteção dos Estados Unidos.[RL30172]

- 1941 - Guiana Holandesa (Suriname) - Em novembro, o presidente ordenou que as tropas estadunidenses ocupassem a Guiana Holandesa, mas em acordo com o governo holandês no exílio, o Brasil colaborou para proteger o fornecimento de alumínio das minas de bauxita no Suriname.[RL30172]

- 1941 - Islândia - Foi colocada sob a proteção dos Estados Unidos com o consentimento de seu governo com a substituição pelas tropas britânicas, por razões estratégicas.[RL30172]

- 1941 - Alemanha - Na primavera, a Marinha recebeu ordens para proteger comboios de navios para a Europa. Em setembro, navios de guerra atacaram os submarinos alemães. Em novembro, a Lei de Neutralidade foi parcialmente revogada para proteger a ajuda militar ao Império Britânico. [RL30172]

- 1941-45 - Segunda Guerra Mundial - Em 8 de dezembro de 1941, os Estados Unidos declararam guerra contra o Império Japonês em resposta ao bombardeio de Pearl Harbor, posteriormente, os Estados Unidos declararam guerra contra a Alemanha, Bulgária, Hungria, Itália e Romênia, em resposta às declarações de guerra, destas nações contra os Estados Unidos.[RL30172]

- 1945 - China - Em outubro, 50.000 marines foram enviados para o norte  da China para ajudar as autoridades chinesas nacionalistas a desarmar e repatriar os japoneses na China e no controle dos portos, ferrovias e aeroportos. Isto em adição aos aproximadamente 60 mil soldados remanescentes na China no final da Segunda Guerra Mundial.[RL30172]

- 1945-1949 - Ocupação de parte da Alemanha.

- 1945-1955 - Ocupação de parte da Áustria.

- 1945-1952 - Ocupação do Japão.

- 1946 - Itália (Trieste) - O Presidente Truman ordenou o aumento das tropas e o reforço das forças aéreas no norte da Itália depois que as forças iugoslavas derrubaram um avião de transporte desarmado.

- 1945-1947 - China - Emprego de marines para supervisionar a retirada das forças soviéticas e japonesas após a Segunda Guerra Mundial.[13]

- 1945-1949 - Ocupação da Coreia do Sul no pós Segunda Guerra Mundial, insurgência norte-coreana na República da Coreia[14]

- 1948 - Palestina - Envio de marines para Jerusalém para proteger o cônsul-geral norte-americano.[RL30172]

- 1948 - Berlim - Bloqueio de Berlim (entre 24 de junho de 1948 e maio de 1949) - A União Soviética estabeleceu um bloqueio por terra aos setores de Berlim controlados pelas potências ocidentais (Estados Unidos, Império Britânico e Império Francês), que passaram a fornecer suprimentos para Berlim por via aérea.[RL30172]

- 1948-1949 - China - Envio de marines para Nanking para proteger a embaixada dos EUA, quando a cidade foi tomada pelas tropas comunistas, e para Xangai para ajudar na proteção e evacuação de norte-americanos.[RL30172]

## 1950-1959
- 1950-1953 - Guerra da Coreia - Os EUA intervieram no conflito entre a Coreia do Norte e a Coreia do Sul, apoiados por resoluções do Conselho de Segurança das Nações Unidas. No último ano do conflito havia mais de 300 mil norte-americanos na Coreia do Sul. Mais de 36 600 militares norte-americanos foram mortos em ação.[RL30172]

- 1950-1955 - Formosa (Taiwan) - Em junho de 1950, no início da Guerra da Coreia, o presidente Harry Truman ordenou que a Sétima Frota que impedisse ataques entre a República Popular da China e Formosa.[RL30172]

- 1954-1955 - República Popular da China - Retirada de civis e militares das Ilhas Tachen.[RL30172]

- 1955-1964 - Vietnam - Em 12 de fevereiro de 1955 foram enviados os primeiros assessores militares para o Vietnã. Em 1964 havia 21 mil militares norte-americanos naquele país. Em 7 de agosto de 1964, o Congresso aprovou a Resolução do Golfo de Tonkin que previa que seriam tomadas "todas as medidas necessárias para repelir qualquer ataque armado contra as forças dos EUA... Para evitar novas agressões... (e) ajudar qualquer membro do Protocolo de Defesa Coletiva da Organização do Tratado do Sudeste Asiático (OTSA/SEATO) que solicitasse ajuda... "[15]

- 1956 - Egito - Um batalhão de marines retirou norte-americanos e outras pessoas de Alexandria durante a Crise do Suez.[RL30172]

- 1958 - Líbano - Crise do Líbano de 1958 - Desembarque de marines a pedido do presidente Camille Chamoun para ajudar a protegê-lo contra uma insurreição apoiada do exterior, a ação foi apoiada por uma resolução aprovada pelo Congresso em 1957 que autorizou tais ações nessa área do mundo.[RL30172]

- 1959-1960 - Caribe - Proteger cidadãos norte-americanos durante a Revolução Cubana.[RL30172]

## 1960-1969
- 1962 - Tailândia - Em 17 de maio de 1962, ocorreu um desembarque de 5.000 marines para apoiar o país perante a ameaça operações comunistas partindo do exterior; até 30 de julho, os 5.000 marines foram retirados[RL30172]

- 1962 - Cuba - Crise dos mísseis de Cuba - Em 22 de outubro, o presidente Kennedy instituiu um bloqueio naval seletivo ("quarentena") para evitar a transferência de mísseis soviéticos ofensivos para Cuba. Também alertou a União Soviética que o lançamento de um míssil de Cuba contra as nações do Hemisfério Ocidental acarretaria em uma retaliação nuclear estadunidense contra a União Soviética. Um acordo negociado foi obtido em poucos dias.[RL30172]

- 1962-1975 - Laos - De Outubro de 1962 até 1975, os Estados Unidos desempenharam um papel importante no apoio militar de forças anticomunistas no Laos.[RL30172]

- 1964 - República Democrática do Congo (então Zaire). Envio de quatro aviões de transporte aéreo para as tropas congolesas durante uma rebelião e para o transporte de pára-quedistas belgas para proteger estrangeiros.[RL30172]
- 1964 - Brasil - Operação Brother Sam - A Operação Brother Sam foi desencadeada pelo governo dos Estados Unidos, sob a ordem de apoiar o golpe de 1964 caso houvesse algum imprevisto ou reação por parte dos militares que apoiavam João Goulart (Jango), consistindo de toda a força militar da Frota do Caribe, liderada por um porta-aviões da classe Forrestal da Marinha dos Estados Unidos e outro de menor porte. Além de todas as belonaves de apoio requeridas a uma invasão rápida do Brasil pelas forças armadas americanas.

- 1959-1975 - Guerra do Vietnã - Conselheiros militares atuaram no Vietname do Sul durante uma década, e seu efetivo foi aumentado na medida em que a posição militar do governo de Saigon tornava-se mais débil. O presidente Johnson, agosto de 1964, depois de citar o que ele chamou de ataques destruidores no Golfo de Tonkin, propôs resolução manifestando determinação em apoiar a liberdade e proteger a paz no Sudeste Asiático. O Congresso respondeu com a Resolução do Golfo de Tonkin, manifestando apoio a "todas as medidas necessárias" para repelir os ataques armados contra as forças estadunidenses e evitar novas agressões. Na sequência desta resolução, e na sequência de um ataque comunista a uma instalação norte-americana na região central do Vietnã, os EUA intensificaram sua participação na guerra, chegaram a um pico de 543 mil militares em Abril de 1969.[RL30172]

- 1965 - República Dominicana - Invasão da República Dominicana - Intervenção para proteger vidas e propriedade durante uma revolta, com envio de 20 mil soldados norte-americanos, devido aos receios crescentes de que as forças revolucionárias estavam guiando cada vez mais sob controle comunista. [RL30172]

- 1967 - Israel - Incidente USS Liberty em 8 de junho quando um navio de pesquisa técnica da Marinha foi atacado em 1967 pelas forças armadas israelenses, matando 34 e ferindo mais de 170 membros da tripulação norte-americana.

- 1967 - República Democrática do Congo (então Zaire) - Envio de três aviões de transporte militar com tripulações para fornecer ao governo central apoio logístico durante uma revolta.[RL30172]

- 1968 - Laos e Camboja - Início de uma campanha de bombardeios contra alvos secretos ao longo da Trilha Ho Chi Minh nas nações soberanas do Camboja e do Laos, campanha que irá durar pelo menos dois anos (Operação Comando de Caça).

## 1970-1979
- 1970 - Campanha do Camboja. Tropas estadunidenses foram requisitadas no Camboja para "limpar" santuários comunistas do qual o Viet Cong e norte-vietnamitas atacavam as forças americanas e sul-vietnamitas no Vietnã. O objeto deste ataque, que durou de 30 de abril a 30 de junho, foi garantir a retirada contínua das forças de segurança americanas do Vietnã do Sul e para apoiar o programa de vietnamização.[RL30172]

- 1973 - Israel - Operação Nickel Grass (Níquel Grama), uma operação de transporte aéreo estratégico para entregar as armas e suprimentos durante a Guerra do Yom Kipur.

- 1974 - Evacuação de Chipre. Forças navais dos Estados Unidos evacuaram civis norte-americanos durante a invasão turca de Chipre. [RL30172]

- 1975 - Camboja -  Em 12 de abril de 1975, o presidente Ford informou que havia ordenado as forças militares dos Estados Unidos para prosseguir com a evacuação planejada de cidadãos estadunidenses do Camboja. [RL30172]

- 1975 - Vietnã - Operação Vento Constante - Em 3 de abril de 1975, o presidente Ford informou que embarcações navais dos Estados Unidos, helicópteros, e os fuzileiros navais foram enviados para ajudar na evacuação de refugiados e cidadãos estadunidenses do Vietnã.[RL30172]

- 1975 - Vietnã do Sul. Em 30 de abril de 1975, o presidente Ford informou que uma força de 70 helicópteros de evacuação e 865 fuzileiros navais tinham evacuado cerca de 1.400 cidadãos estadunidenses e 5.500 de outros países e sul-vietnamitas de zonas de desembarque e em torno da Embaixada dos EUA em Saigon e do Aeroporto de Tan Son Nhut.[RL30172]

- 1975 - Camboja - Entre 12 e 15 de maio de 1975 - Incidente Mayagüez - O Presidente Gerald Ford relatou que havia ordenado a retomada do Mayagüez SS, um navio mercante que fora apreendido por barcos de patrulha naval cambojanos nas águas internacionais e obrigado a ir para uma ilha próxima.[RL30172]

- 1976 - Líbano - Entre 22 e 23 de julho de 1976 - Helicópteros foram utilizados para retirar cerca de 250 norte-americanos e europeus durante combates entre facções libanesas, depois que uma tentativa de retirada por meio de um comboio terrestre ter sido inviabilizada pelas hostilidades.[RL30172]

- 1976 - Coreia do Sul - Envio de forças adicionais depois que dois soldados norte-americanos foram mortos por soldados norte-coreanos na zona desmilitarizada entre as duas Coreias, enquanto cortavam uma árvore (Incidente Axe).[RL30172]

- 1978 - Congo (Zaire) - Entre 19 de maio e junho de 1978, aviões de transporte militar norte-americanos prestaram apoio logístico às operações de salvamento belgas e franceses.[RL30172]

## 1980-1989
- 1980 - Irão - Operação Garra de Águia - Em 26 abril de 1980, o Presidente Jimmy Carter relatou o uso de seis aviões de transporte e oito helicópteros em uma tentativa frustrada para resgatar reféns norte-americanos.

- 1981 - El Salvador - Depois de uma ofensiva da guerrilha contra o governo de El Salvador, a quantidade de conselheiros militares norte-americanos naquele país foi elevada para 55, para ajudar no treinamento militar das forças governamentais.[RL30172]

- 1981 - Líbia - 19 de agosto - Primeiro Incidente sobre o Golfo de Sidra - Aviões norte-americanos abateram dois aviões líbios sobre o Golfo de Sidra. Os Estados Unidos realizavam periodicamente exercícios livres de navegação no Golfo de Sidra, reivindicado pela Líbia como águas territoriais, mas consideradas águas internacionais pelos Estados Unidos. [RL30172]

- 1982 - Sinai - 19 de março de 1982 - O Presidente Reagan relatou o envio de pessoal e equipamentos militares para participar da Força Multinacional de Observadores na Península do Sinai.[RL30172]

- 1982 - Líbano - Em 21 de agosto de 1982, o Presidente Reagan relatou a expedição de 80 marines para para atuar durante a retirada de membros das forças de Libertação da Palestina de Beirute. Os marines deixaram a região em 20 de setembro de 1982.[RL30172]

- 1982-1983 - Líbano - Força Multinacional no Líbano - Em 29 de setembro de 1982, o Presidente Reagan informou a implantação de 1.200 marines para servir em uma força multinacional temporária para facilitar a retomada do controle do país pelo governo libanês. Em 29 de setembro de 1983, o Congresso aprovou a Resolução  (PL 98-119) da Força Multinacional no Líbano autorizando a participação continua durante 18 meses. [RL30172]

- 1983 - Egito/Sudão - Depois que um avião líbio ter bombardeado uma cidade no Sudão em 18 de março de 1983, o Sudão e o Egito solicitaram ajuda aos EUA que enviaram um avião-radar AWACS para o Egito.[RL30172]

- 1983 - Granada - Invasão de Granada (Operação Fúria Urgente) - citando a ameaça crescente de influência soviética e cubana e observando o desenvolvimento de um aeroporto internacional na sequência de um golpe de Estado e alinhamento com a União Soviética e Cuba, os EUA invadem a ilha de Granada. [RL30172]

- 1983-1989 - Honduras - A partir de julho de 1983 foram realizados vários exercícios militares em Honduras, o que segundo alguns poderia levar a um conflito com a Nicarágua. Em 25 de março de 1986, helicópteros militares norte-americanos transportaram tropas hondurenhas até a fronteira com a Nicarágua para repelir tropas nicaraguenses.[RL30172]

- 1983 - Chade - Em 8 de agosto de 1983, o Presidente Reagan relatou a implantação de dois aviões-radar AWACS, oito caças F-15, aviões e forças terrestres de apoio logístico para ajudar aquele país contra rebeldes apoiados por forças líbias.[RL30172]

- 1984 - Golfo Pérsico - Em 5 de junho de 1984, um avião-radar AWACS e um avião tanque KC-10 norte americano foram empregados para auxiliar dois caças sauditas a abater dois caças iranianos sobre uma área do Golfo que fora proclamada como zona protegida para a navegação.[RL30172]

- 1985 - Itália - Em 10 de outubro de 1985, pilotos da Marinha interceptaram um avião egípcio e o obrigaram a pousar na Sicília. O avião transportava os sequestradores do navio de cruzeiro italiano Achille Lauro, que tinham matado um cidadão americano durante o sequestro. [RL30172]

- 1986 - Líbia - Segundo Incidente sobre o Golfo de Sidra - Em 26 de março de 1986, o Presidente Reagan relatou que entre 24 e 25 de março, unidades militares norte-americanas foram atacadas por mísseis líbios e os EUA responderam atacando posições líbias com mísseis.[RL30172]

- 1986 - Líbia - Operação El Dorado Canyon - Em 16 de abril de 1986, o Presidente Reagan informou que fora realizado um bombardeio aeronaval contra instalações militares em Trípoli, alegando que Muammar al-Gaddafi fora responsável por um atentado a bomba em uma discoteca alemã que matou dois soldados norte-americanos.[RL30172]

- 1986 - Bolívia - Efetivos do Exército e aeronaves apoiam operações antidroga.[RL30172]

- 1987 - Irão - 19 de outubro - Operação Arqueiro Ágil - bombardeio a duas plataformas de petróleo iranianas no Golfo Pérsico pelas forças da Marinha. O ataque foi uma resposta a um ataque iraniano, com um Míssil Silkworm, a um petroleiro do Kuwait em 16 de outubro de 1987.

- 1987-88 - Golfo Pérsico - Durante a Guerra dos Petroleiros (fase da Guerra Irã-Iraque) ocorreram em diversos incidentes militares naquela região, os EUA incrementaram as operações militares conjuntas e escoltaram navios petroleiros do Kuwait pelo Golfo (Operação Decisão Séria). Incluindo a tomada de um navio iraniano que colocava minas no Golfo. Incidentes em 08 e 19 de outubro de 1987 e em 18 de abril (Operação Louva-a-deus Orando), 3 e 14 de julho de 1988. Redução gradual dos efetivos depois do cessar-fogo entre o Irão e o Iraque em 20 de agosto de 1988. Foi a maior operação de escolta naval desde a Segunda Guerra Mundial.[16] Ver também Operação Primeira Chance

- 1988 - Honduras - Operação Faisão Dourado foi um envio emergencial de tropas, num contexto de tensão com a Nicarágua (então governada por Daniel Ortega).

- 1988 - Golfo Pérsico - Navio de Guerra norte-americano abate avião civil iraniano com 290 pessoas a bordo.

- 1988 - Panamá - Em meados de março e abril de 1988, durante um período de instabilidade no Panamá e os EUA aumentaram a pressão para destituir Manuel Noriega, envio de mais 1.000 homens para reforçar a proteção ao canal, às vidas, às propriedades e aos interesses norte-americanos na área, que se somaram aos 10.000 militares norte-americanos que já estavam na Zona do Canal do Panamá.[RL30172]

- 1989 - Líbia - 4 de janeiro - Terceiro Incidente sobre Golfo de Sidra - Dois aviões F-14 Tomcat da Marinha abateram dois caças líbios sobre o Mar Mediterrâneo a cerca de 70 km ao norte da Líbia. Os pilotos estadunidenses disseram que os aviões líbios demonstraram intenções hostis. [RL30172]

- 1989 - Panamá - 11 de maio - Em meio a acusações de que Manuel Noriega fraudara as eleições do Panamá, o Presidente George Bush enviou mais de 1900 militares em reforço aos de 11 mil que se estimava que estivessem na Zona do Canal.[RL30172]

- 1989 - Colômbia, Bolívia e Peru - Iniciativa Andina de Guerra às Drogas - Em 15 de setembro de 1989, o Presidente George Bush anunciou a assistência militar para combater a produção de drogas e o narcotráfico. Em meados de setembro, havia entre 50 e 100 assessores militares na Colômbia, realizando atividades de transporte e treino na utilização de equipamentos militares, além de sete equipes de Forças Especiais cada uma com entre 2 e 12 integrantes para treinar tropas dos três países.[RL30172]

- 1989 - Filipinas - Operação Resolução Clássica - Em 2 de dezembro de 1989, o Presidente George Bush informou que em 1 de dezembro, caças norte-americanos tinham ajudado o governo Aquino a repelir uma tentativa de golpe. Além disso, 100 marines foram enviados para proteger a embaixada dos EUA em Manila.[RL30172]

- 1989-90 - Panamá - Operação Causa Justa - Em 21 de dezembro de 1989, o Presidente George Bush informou que tinha ordenado às tropas norte-americanas no Panamá para proteger as vidas dos cidadãos norte-americanos e prender o General Noriega. Até 13 fevereiro de 1990, todas as forças de invasão tinha sido retiradas.[RL30172] Cerca de 200 civis panamenhos foram mortos. O chefe de Estado do Panamá, general Manuel Noriega, foi capturado e levado para os Estados Unidos.

## 1990–1999
- 1990 -  Libéria: Em 6 de agosto de 1990, o presidente Bush informou que uma companhia armada de rifles tinha sido enviada para fornecer segurança adicional para a embaixada dos Estados Unidos em Monróvia, e que equipes de helicópteros evacuaram cidadãos estadunidenses da Libéria. [RL30172]

- 1990 -  Arábia Saudita: Em 9 de agosto de 1990, o presidente Bush informou que lançou a Operação Escudo do Deserto, ordenando um destacamento avançado de elementos materiais das forças armadas norte-americanas na região do Golfo Pérsico para ajudar a defender a Arábia Saudita após a invasão do Kuwait em 2 de agosto pelo Iraque. Em 16 de novembro de 1990, relatou o estabelecimento contínuo de forças para garantir uma opção adequada de ofensiva militar. [RL30172] Reféns estadunidenses são detidos no Irã. [RL30172] Um ponto de parada para as tropas ocorreu principalmente no campo aéreo de Bagram.

- 1991 -  Iraque e Kuwait: Operação Tempestade no Deserto. Em 16 de janeiro de 1991, em resposta à recusa por parte do Iraque para sair do Kuwait, aviões dos Estados Unidos e da Coalizão atacaram as forças iraquianas e alvos militares no Iraque e no Kuwait; em conjunto com uma coalizão de aliados e sob resoluções do Conselho de Segurança das Nações Unidas. Em 24 de fevereiro de 1991, as forças das Nações Unidas, lideradas pelos Estados Unidos, lançaram uma ofensiva terrestre que finalmente expulsou as forças iraquianas do Kuwait dentro de 100 horas. As operações de combate terminaram em 28 de fevereiro de 1991, quando o presidente Bush declarou um cessar-fogo. [RL30172]

- 1991-1996 -  Iraque: Operação Provide Comfort. Entrega de ajuda humanitária e proteção militar para os curdos que fugiam de suas casas no norte do Iraque durante a revolta de 1991, por uma pequena força terrestre dos Aliados, baseada na Turquia, que começou em abril de 1991.

- 1991 -  Iraque: Em 17 de maio de 1991, o presidente Bush declarou que a repressão iraquiana do povo curdo havia exigido uma intervenção limitada das forças dos Estados Unidos no norte do Iraque para fins de ajuda de emergência. [RL30172]

- 1991 -  Zaire: Em 25-27 de setembro de 1991, depois que saques e tumultos eclodiram em Kinshasa, C-141 da Força Aérea transportaram 100 soldados e equipamentos belgas para Kinshasa. Aviões americanos também transportaram 300 soldados franceses para a República Centro Africana, evacuando cidadãos estadunidenses. [RL30172]

- 1992 -  Serra Leoa: Operação Silver Anvil. Após um golpe de Estado em 29 de abril, que derrubou o presidente Joseph Saidu Momoh, um Joint Special Operations Command do Comando Europeu dos Estados Unidos (USEUCOM) evacuou 438 pessoas (incluindo 42 cidadãos de outros países) em 3 de maio. Dois C-141 da Air Mobility Command (AMC) voaram com 136 pessoas de Freetown, Serra Leoa, para a Base Aérea de Rhein-Main na Alemanha  e nove C-130 realizaram outras missões com 302 pessoas para Dakar, Senegal. [RL30172]

- 1992-1996 -  Bósnia e Herzegovina: Operação Provide Promise foi uma operação de ajuda humanitária na Bósnia e Herzegovina durante as guerras iugoslavas, de 2 de julho de 1992 a 9 de janeiro de 1996, o que a tornou a mais longa ponte aérea humanitária em execução na história.[17]

- 1992 -  Kuwait: Em 3 de agosto de 1992, os Estados Unidos iniciaram uma série de exercícios militares no Kuwait, após a recusa do Iraque para reconhecer uma nova fronteira elaborada pelas Nações Unidas e a recusa em cooperar com equipes de inspeção da ONU. [RL30172]

- 1992-2003 -  Iraque: Zonas de exclusão aérea no Iraque. Os Estados Unidos, Reino Unido, e seus aliados da Guerra do Golfo, declararam e executaram as "zonas de exclusão aérea" sobre a maioria do espaço aéreo soberano do Iraque, proibindo vôos iraquianos em zonas do sul do Iraque e do norte Iraque, e a realização de reconhecimento aéreo e bombardeios. Muitas vezes, as forças iraquianas continuariam, ao longo de uma década, a dispar sobre aviões estadunidenses e britânicos que patrulhavam as zonas de exclusão aérea. (Ver também: Operação Northern Watch e Operação Southern Watch). [RL30172]

- 1992-1995 -  Somália: Operação Restore Hope / Guerra Civil Somali: Em 10 de dezembro de 1992, o presidente Bush informou que havia implantado as forças armadas estadunidenses na Somália em resposta a uma crise humanitária e a uma resolução do Conselho de Segurança da ONU em apoio a UNITAF. A operação chegou ao fim em 4 de maio de 1993. No entanto, as forças dos Estados Unidos continuaram a participar da Operação das Nações Unidas na Somália sucessora (a UNOSOM II). (Veja também: Batalha de Mogadíscio). [RL30172]

- 1993-1995 -  Bósnia e Herzegovina: Operação Deny Flight. Em 12 de abril de 1993, em resposta a uma passagem da Resolução 816 do Conselho de Segurança das Nações Unidas, os Estados Unidos e a OTAN impuseram uma zona de exclusão aérea sobre o espaço aéreo da Bósnia, proibindo todos os vôos não autorizados e permitido "adotar todas as medidas necessárias para assegurar o cumprimento [das restrições da zona de exclusão aérea]."

- 1993 -  Macedônia do Norte: Em 9 de julho de 1993, o presidente Clinton informou a implantação de 350 soldados estadunidenses na República da Macedônia para participar da Força de Proteção das Nações Unidas para ajudar a manter a estabilidade na região da antiga Iugoslávia. [RL30172]

- 1994 -  Bósnia e Herzegovina: incidente de Banja Luka. A OTAN se envolveu na primeira situação de combate quando jatos F-16 da OTAN da Força Aérea dos Estados Unidos derrubaram quatro dos seis jatos de ataque leve monopostos J-21 Jastreb bósnios sérvios por violar a zona de exclusão aérea mandatada pelas Nações Unidas.

- 1994-1995 -  Haiti: Operação Uphold Democracy. Navios estadunidenses iniciaram um embargo contra o Haiti. Até 20.000 tropas militares dos Estados Unidos foram posteriormente implantadas no Haiti para restaurar o presidente democraticamente eleito do Haiti, Jean-Bertrand Aristide, de um regime militar que assumiu o poder em 1991, depois de um grande golpe. [RL30172]

- 1994 -  Macedônia do Norte: Em 19 de abril de 1994, o presidente Clinton informou que o contingente dos Estados Unidos na Macedônia fora aumentado por uma reforço de 200 oficiais. [RL30172]

- 1995 -  Bósnia e Herzegovina: Operação Força Deliberada. Em 30 de agosto de 1995, aviões da OTAN e dos Estados Unidos iniciaram uma grande campanha de bombardeios ao Exército Sérvio-Bósnio em resposta a um ataque de morteiros sérvio-bósnio em um mercado de Sarajevo, que matou 37 pessoas em 28 de agosto de 1995. A operação durou até 20 de setembro de 1995. A campanha aérea, juntamente com uma força terrestre aliada, em conjunto com forças muçulmanas e croatas, contra as posições sérvias conduziram ao Acordo de Dayton em dezembro de 1995 com a assinatura das facções beligerantes. Como parte da Operação Joint Endeavor, os Estados Unidos e a OTAN despacharam as forças de paz da Força de Implementação (IFOR) para a Bósnia para defender o Acordo de Dayton. [RL30172]

- 1996 -  Libéria: Operação Assured Response. No dia 11 de abril de 1996, o presidente Clinton informou que, em 9 de abril de 1996, devido à "deterioração das condições de segurança e da consequente ameaça para os cidadãos americanos" na Libéria, havia ordenado que as forças militares estadunidenses evacuassem daquele país "cidadãos norte-americanos e alguns nacionais de outros países que haviam se refugiado no complexo da Embaixada dos Estados Unidos..." [RL30172]

- 1996 -  República Centro-Africana: Operação Quick Response. Em 23 de maio de 1996, o presidente Clinton informou o envio de militares estadunidenses para Bangui, República Centro Africana, para realizar a evacuação daquele país de "cidadãos norte-americanos privados e alguns funcionários do governo dos Estados Unidos" e prestar "segurança reforçada da embaixada americana em Bangui". [RL30172] Elementos do Corpo de Fuzileiros Navais da Força-Tarefa Conjunta da Resposta Garantida, respondendo na vizinha Libéria, providenciaram desde a segurança da embaixada à evacuação de 448 pessoas, incluindo entre 190 e 208 americanos. Os últimos marines deixaram Bangui em 22 de junho.

- 1996 -  Iraque: Operação Desert Strike. Bombardeios estadunidenses no norte para proteger a população curda contra os ataques do exército iraquiano.

- 1996 -  Bósnia e Herzegovina: Operação Joint Guard. Em 21 de dezembro de 1996, os Estados Unidos e a OTAN estabeleceram as forças de paz da SFOR para substituir a IFOR no cumprimento do Acordo de Dayton.

- 1997 -  Albânia: Operação Silver Wake. Em 13 de março de 1997, forças militares estadunidenses foram usadas para evacuar alguns oficiais do governo dos Estados Unidos e cidadãos estadunidenses de Tirana, Albânia. [RL30172]

- 1997 -  Congo e Gabão. Em 27 de março de 1997, o presidente Clinton informou em 25 de março de 1997, que uma força de evacuação de militares estadunidenses foi mobilizada para o Congo e o Gabão para proporcionar maior segurança e estar disponível para qualquer operação necessária de evacuação. [RL30172]

- 1997 -  Serra Leoa Serra Leoa. Em 29 de maio e 30 de maio de 1997, militares estadunidenses foram mobilizados para Freetown, Serra Leoa, para preparar e realizar a evacuação de alguns oficiais do governo dos Estados Unidos e cidadãos estadunidenses. [RL30172]

- 1997 -  Camboja. Em 11 de julho de 1997, em um esforço para garantir a segurança dos cidadãos estadunidenses no Camboja durante um período de conflito interno ali, uma força tarefa de aproximadamente 550 militares foram implantadas na Base Aérea de Utapao na Tailândia para possíveis evacuações. [RL30172]

- 1998 -  Iraque: Operação Raposa do Deserto. As forças estadunidenses e britânicas realizam uma grande campanha de bombardeio de quatro dias sobre alvos iraquianos. [RL30172]

- 1998 -  Guiné-Bissau: Operação Shepherd Venture. Em 10 de junho de 1998, em resposta a um motim do exército na Guiné-Bissau, que colocava em risco a embaixada dos Estados Unidos, o presidente Clinton enviou uma força de evacuação de militares estadunidenses para Dakar, Senegal, para evacuar a cidade de Bissau. [RL30172]

- 1998-1999 -  Quênia e Tanzânia. Militares estadunidenses foram enviados para Nairóbi, no Quênia, para coordenar a assistência médica e de desastres relacionadas com os atentados terroristas às embaixadas dos Estados Unidos no Quênia e na Tanzânia. [RL30172]

- 1998 -  Afeganistão e Sudão: Operação Infinite Reach. No dia 20 de agosto, o presidente Clinton ordenou um ataque com mísseis contra dois supostos campos de treinamento de terroristas no Afeganistão e uma suposta fábrica química no Sudão.[RL30172]

- 1998 -  Libéria: Em 27 de setembro de 1998, os Estados Unidos enviaram uma força de evacuação de 30 militares norte-americanos para aumentar a força de segurança na Embaixada dos Estados Unidos em Monróvia.  [RL30172]

- 1999-2001 -  Timor-Leste. Número limitado de forças militares estadunidenses implantadas pela Força Internacional para o Timor-Leste das Nações Unidas para restaurar a paz no Timor Leste. [RL30172]

- 1999 -  República Federal da Iugoslávia: Operação Força Aliada: Aviões dos Estados Unidos e da OTAN iniciam um grande bombardeio a Sérvia e em posições sérvias no Kosovo em 24 de março de 1999, durante a Guerra do Kosovo, devido à recusa do presidente sérvio Slobodan Milošević para acabar com a repressão contra os albaneses em Kosovo. Esta operação terminou em 10 de junho de 1999, quando Milošević concordou em retirar suas tropas do Kosovo. Em resposta à situação no Kosovo, a OTAN despachou as forças de paz da KFOR para garantir a paz nos termos da Resolução 1244 do Conselho de Segurança das Nações Unidas. [RL30172]

## 2000–2009
- 2000 -  Serra Leoa: em 12 de maio de 2000, uma embarcação de patrulha da Marinha dos EUA implantada em Serra Leoa para apoiar as operações de evacuação daquele país, caso necessário. [RL30172]
- 2000 -  Nigéria: soldados das Forças Especiais são enviados para a Nigéria para liderar uma missão de treinamento no país[18]
- 2000 -  Iêmen: em 12 de outubro de 2000, após o ataque ao USS Cole no porto de Áden, no Iémen, militares foram destacados para o Áden.[RL30172]
- 2000 -  Timor Leste: em 25 de fevereiro de 2000, um pequeno número de militares americanos foram enviados para apoiar a Administração Transitória das Nações Unidas em Timor-Leste (UNTAET). [RL30172]
- 2001 -  Em 1 de abril de 2001, uma colisão aérea entre um avião de vigilância EP-3E ARIES II Aries da Marinha dos Estados Unidos e um caça interceptor J-8II da Marinha do Exército de Libertação Popular resultou em uma disputa internacional entre os Estados Unidos e a República Popular da China, chamado de incidente da Ilha de Hainan.
- 2001 -  Guerra no Afeganistão: Guerra ao Terror começa com a Operação Liberdade Duradoura. Em 7 de outubro de 2001, as Forças Armadas dos EUA invadem o Afeganistão em resposta aos ataques de 11 de setembro e "começam uma ação de combate no Afeganistão contra os terroristas da Al-Qaeda e seus apoiadores do Talibã". [RL30172]
- 2002 -  Iêmen: no dia 3 de novembro de 2002, um MQ-1 Predator estadunidense disparou um míssil Hellfire em um carro no Iêmen matando Qaed Salim Sinan al-Harethi, um líder da al-Qaeda que seria responsável pelo atentado ao USS Cole[RL30172]
- 2002 -  Filipinas: Operação Liberdade Duradoura - Filipinas, a partir de janeiro "equipados de combate e forças de apoio de combate" foram mobilizados para as Filipinas para treinar, ajudar e aconselhar as forças armadas das Filipinas para reforçar as suas "capacidades antiterroristas". [RL30172]
- 2002 -  Costa do Marfim: em 25 de setembro de 2002, em resposta a uma rebelião na Costa do Marfim, militares americanos foram para o país para ajudar na evacuação dos cidadãos americanos de Bouaké.[19] [RL30172]
- 2003-2011 -  Guerra do Iraque: Operação Liberdade do Iraque, em 20 de março de 2003, os Estados Unidos lideram uma coalizão que inclui o Reino Unido, Austrália e Polônia para invadir o Iraque com o objetivo declarado de "desarmar o Iraque em busca da paz, da estabilidade e da segurança, tanto na região do Golfo e como nos Estados Unidos."[RL30172]
- 2003 -  Libéria: Segunda Guerra Civil da Libéria, em 9 de junho de 2003, o presidente Bush informou, que em 8 de junho enviou cerca de 35 fuzileiros navais dos EUA em Monróvia, na Libéria, para ajudar a proteger a Embaixada dos EUA em Nouakchott, na Mauritânia, e para auxiliar em qualquer evacuação necessária seja da Libéria ou da Mauritânia. [RL30172]
- 2003 -  Geórgia e Djibouti: "equipados de combate e forças de apoio" estadunidenses foram enviados para a Geórgia e Djibuti para ajudar a melhorar as suas "capacidades antiterroristas".[20]
- 2004 -  Haiti: o golpe de Estado no Haiti de 2004 ocorre, os Estados Unidos enviaram pela primeira vez 55 combates militares equipados para aumentar as forças de segurança da Embaixada dos EUA ali e para proteger os cidadãos e propriedades americanos. Mais tarde, 200 equipados de combate e pessoal militar adicionais dos Estados Unidos foram enviados para preparar o caminho para a Força Multinacional Interina das Nações Unidas, a MINUSTAH. [RL30172]
- 2004 -  Guerra ao Terrorismo: atividades estadunidenses relacionadas com antiterroristas estiveram em curso na Geórgia, Djibouti, Quênia, Etiópia, Iêmen e Eritreia.[21]
- 2004-presente:  Ataques de drones no Paquistão
- 2005-2006 -  Paquistão: o presidente Bush envia tropas para prestar ajuda humanitária às aldeias remotas, nas montanhas da Caxemira no Paquistão atingidas por um forte terremoto.
- 2006 -  Líbano, Destacamento de Fuzileiros dos EUA, iniciam a evacuação de cidadãos norte-americanos dispostos a deixar o país em face de uma invasão terrestre por Israel e o continuo combate entre o Hezbollah e as forças armadas israelenses[22][23]
- 2007 -  Somália: Batalha de Ras Kamboni, em 8 de janeiro de 2007, enquanto o conflito entre a União dos Tribunais Islâmicos e o Governo Federal de Transição continua, um caça AC-130 realiza um ataque aéreo contra um suposto agente da Al-Qaeda, juntamente com outros combatentes islâmicos, na Ilha Badmadow perto de Ras Kamboni no sul da Somália.[24]
- 2008 -  Ossétia do Sul, Geórgia: ajuda humanitária a Geórgia,[25] ajudando a transportar as forças georgianas do Iraque durante o conflito. No passado, os Estados Unidos forneceram treinamento e armas para a Geórgia.

## 2010–Presente
- 2010-11 -  Guerra no Iraque - Operação Novo Amanhecer: em 17 de fevereiro de 2010, o secretário de Defesa dos EUA, Robert Gates, anunciou que a partir de 1 de setembro de 2010, o nome "Operação Liberdade Iraquiana" seria substituído por "Operação Novo Amanhecer". Isto coincide com a redução de tropas americanas para 50.000.
- 2011 -  Líbia: Operação Amanhecer da Odisseia, as forças da coalizão impondo a resolução 1973 do Conselho de Segurança da ONU, com bombardeios às forças líbias.
- 2011 -  Osama bin Laden é morto por forças militares americanas no Paquistão como parte da Operação Lança de Netuno.
- 2011 -  Ataques de drones contra militantes da Al-Shabab iniciam-se na Somália.[26] Isto marca o sexto país em que tais ataques foram realizados[27] incluindo Afeganistão, Paquistão, Iraque, Iêmen[28] e Líbia.
- 2011 -  Uganda: tropas de combate estadunidenses enviadas como conselheiros para Uganda.[29]
- 2012 -  Jordânia: 150 soldados estadunidenses implantados na Jordânia para ajudar a conter a guerra civil síria dentro das fronteiras da Síria.
- 2012 -  Turquia: 400 soldados e duas baterias de mísseis Patriot para a Turquia para impedir quaisquer ataques de mísseis da Síria.
- 2012 -  Chade: 50 soldados norte-americanos destacados para o Chade para ajudar a evacuar os cidadãos e pessoal da embaixada estadunidense da capital Bangui da vizinha República Centro-Africana em face ao avanço rebelde em direção à cidade.
- 2013 -  Mali: as forças dos EUA ajudam os franceses na Operação Serval com reabastecimento em voos e aviões de transporte.
- 2013 -  Somália: aviões da Força Aérea dos EUA apoiam os franceses na tentativa de resgate de reféns de Bulo Marer. No entanto, não usaram armas.
- 2013 - / Crise diplomática na península coreana em 2013
- 2013 - / Navy SEALs realizam uma incursão na Somália e, possivelmente, mataram um alto oficial do Al-Shabaab, simultaneamente, outro ataque ocorreu em Tripoli, Líbia, onde forças de operações especiais capturaram Abu Anas al Libi (também conhecido como Anas al-Libi) [30]
- 2014 -  Uganda: V-22 Ospreys, MC-130s, KC-135s e soldados americanos adicionais são enviados para Uganda para continuar a ajudar as forças africanas na busca por Joseph Kony.[31]
- 2014 -  Iraque: intervenção americana no Iraque, centenas de soldados norte-americanos destacados para proteger os ativos norte-americanos no Iraque e para assessorar os combatentes iraquianos e curdos.[32] Em agosto, a Força Aérea dos Estados Unidos realizou um lançamento aéreo humanitário e a Marinha dos EUA iniciou uma série de ataques aéreos contra as forças alinhadas ao Estado Islâmico em todo o norte do Iraque.[33][34]
- 2014 -  Síria: aeronaves americanas lançam bombas a uma base Estado Islâmico em Uqayrishah, Síria, conhecida como "Osama bin Laden". Em conjunto com este, duas dúzias de comandos americanos foram mobilizados para invadir a aldeia a fim de resgatar o fotojornalista James Foley. A operação não foi bem sucedida, com um soldado americano sendo ferido e James Foley sendo decapitado.[35]